# Vikingavallen
Der Vikingavallen befindet sich in der ostschwedischen Ortschaft Täby kyrkby. Die Sportstätte, die 2650 Zuschauern Platz bietet und damit zu den kleinsten Spielstätten in der Geschichte der zweitklassigen Superettan gehört, wird vornehmlich von den örtlichen Fußballklubs IK Frej und Bällsta FF für die Austragung ihrer Heimspiele genutzt. Das Stadion verfügt über eine mit Sitzschalen ausgestattete überdachte Haupttribüne, die sich nur über einen Teil der Hauptgerade des Stadions erstreckt. Auf der Gegengerade befindet sich eine ebenfalls nur einen Teil des Spielfelds abdeckende, über mehrere Stufen verfügende unüberdachte Gegentribüne. 2008 wurde das Stadion renoviert und ein neuer Kunstrasenbelag verlegt.
Neben dem Stadion befinden sich ein Kleinfeld sowie Tennisplätze. Das Stadion liegt in unmittelbarer Nähe zum Bahnhof von Täby kyrkby.